# Eucyrtopogon albibarbus
Eucyrtopogon albibarbus là một loài ruồi trong họ Asilidae. Eucyrtopogon albibarbus được Curran miêu tả năm 1923. Loài này phân bố ở vùng Tân Bắc giới.